# 王子復仇記 (電影)
《王子復仇記》（英語：Hamlet）是一套1990年首映的電影，為莎翁著名悲劇《哈姆雷特》眾多電影版之一。
此片由法蘭高·齊費里尼執導，梅尔·吉布森扮演主人翁哈姆雷特，其餘主要演員有格蓮·高絲及海伦娜·博纳姆·卡特等。

## 演員表
- 梅尔·吉布森 飾 哈姆雷特王子（英语：Prince Hamlet）
- 格蓮·高絲 飾 葛簇特（英语：Gertrude (Hamlet)）
- 亞倫·貝茲（英语：Alan Bates）飾 克勞迪國王
- 保羅·史高菲 飾 the ghost of King Hamlet
- 伊恩·荷姆 飾 波隆尼爾（英语：Polonius）
- 海伦娜·博纳姆·卡特 飾 歐菲莉亞
- 斯蒂芬·迪蘭 飾
- 迈克尔·马罗尼（英语：Michael Maloney） 飾

## 獎項提名
此片於第63屆奧斯卡金像獎上獲兩項提名：最佳美術指導獎及最佳服裝設計獎。

## 外部連結
- 互联网电影数据库（IMDb）上《王子復仇記》的资料（英文）